# Bayern Rundfahrt
Bayern Rundfahrt, pol. Dookoła Bawarii – wieloetapowy wyścig kolarski rozgrywany w Niemczech w kraju związkowym Bawaria, co roku w maju. Od 2005 należy do cyklu UCI Europe Tour i ma najwyższą po UCI World Tour kategorię 2.HC.
Bayern Rundfahrt odbył się po raz pierwszy w 1980 i organizowany jest co roku, przy czym od 1989 jest wyścigiem dla kolarzy zawodowych. Rekordzistami pod względem liczby zwycięstw w klasyfikacji generalnej są Niemcy Jens Voigt i Michael Rich, którzy mają po trzy triumfy.

## Zwycięzcy
| Rok  | Pierwsze              | Drugie               | Trzecie            |
| ---- | --------------------- | -------------------- | ------------------ |
| 1989 | Kai Hundertmarck      | Koen Van Rooy        | Hans Knauer        |
| 1990 | Jörg Paffrath         | Luboš Lom            | Eddy Seigneur      |
| 1991 | Brian Walton          | Lutz Lehmann         | Thomas Fleischer   |
| 1992 | Jacques Jolidon       | Willy Willems        | Dirk Schiffner     |
| 1993 | Alexander Kastenhuber | Jens Zemke           | Daniel Lanz        |
| 1994 | Pavel Padrnos         | Jimmi Madsen         | Thomas Liese       |
| 1995 | Timo Scholz           | Volker Ordowski      | Arnaud August      |
| 1996 | Uwe Peschel           | Michael Rich         | Andreas Walzer     |
| 1997 | Christian Henn        | Bert Dietz           | Arnaud Prétot      |
| 1998 | Steffen Kjærgaard     | Axel Merckx          | Daniel Atienza     |
| 1999 | Rolf Aldag            | Svein Gaute Hølestøl | Torsten Schmidt    |
| 2000 | Jens Voigt            | Michael Rich         | Tobias Steinhauser |
| 2001 | Jens Voigt            | Rolf Aldag           | Artour Babaitsev   |
| 2002 | Michael Rich          | Jens Voigt           | Юрій Кривцов       |
| 2003 | Michael Rich          | Patrik Sinkewitz     | Thomas Liese       |
| 2004 | Jens Voigt            | Andreas Klöden       | Tomasz Brożyna     |
| 2005 | Michael Rich          | Aleksandr Winokurow  | Linus Gerdemann    |
| 2006 | José Alberto Martínez | Beat Zberg           | Luke Roberts       |
| 2007 | Stefan Schumacher     | Bert Grabsch         | Jens Voigt         |
| 2008 | Christian Knees       | Andreas Dietziker    | Niki Terpstra      |
| 2009 | Linus Gerdemann       | Maxime Monfort       | David Le Lay       |
| 2010 | Maxime Monfort        | Adriano Malori       | Simon Špilak       |
| 2011 | Geraint Thomas        | Nicki Sørensen       | Michael Albasini   |
| 2012 | Michael Rogers        | Jérôme Coppel        | Władimir Gusiew    |
| 2013 | Adriano Malori        | Geraint Thomas       | Jan Bárta          |
| 2014 | Geraint Thomas        | Mathias Frank        | Wasil Kiryjenka    |
| 2015 | Alex Dowsett          | Tiago Machado        | Jan Bárta          |